# James Obst
James Obst (* 3. August 1990 in Adelaide, South Australia) ist ein professioneller australischer Pokerspieler. Er gewann 2017 ein Bracelet bei der World Series of Poker.

## Persönliches
Obst spielte in seiner Kindheit und Jugend Schach und vertrat Australien dreimal bei der World Junior Chess Championship. Er lebt in Adelaide.

## Pokerkarriere
Obst begann im Alter von 14 Jahren mit Poker. Er spielt online unter den Nicknames Andy McLEOD (PokerStars) und TheFatFISH (Full Tilt Poker). 2008 gewann er einen Titel bei der World Championship of Online Poker.
Seine erste Geldplatzierung bei einem Live-Turnier erzielte Obst Mitte Januar 2009 bei der Aussie Millions Poker Championship in Melbourne. Anfang Oktober 2009 kam er beim Main Event der European Poker Tour in London ins Geld und erhielt für seinen 44. Platz umgerechnet rund 20.000 US-Dollar. Im Oktober 2010 belegte er beim Main Event der Australia New Zealand Poker Tour in Melbourne den zweiten Platz für 124.000 Australische Dollar. Mitte Dezember 2010 gewann Obst das High-Roller-Event der Asia Pacific Poker Tour in Sydney mit einer Siegprämie von 150.000 Australischen Dollar. Bei der A$100.000 Challenge den Aussie Million belegte er Ende Januar 2011 den fünften Platz für 200.000 Australische Dollar. Im Juni 2014 war Obst erstmals bei der World Series of Poker (WSOP) im Rio All-Suite Hotel and Casino am Las Vegas Strip erfolgreich und kam viermal ins Geld, dabei belegte er den zehnten Platz bei der Poker Player’s Championship und erreichte einen Finaltisch in der Variante Seven Card Stud. Bei der WSOP 2016 cashte Obst achtmal. Er wurde bei der H.O.R.S.E. Championship Zweiter und belegte den 13. Platz im Main Event, was ihm allein knapp 700.000 US-Dollar Preisgeld einbrachte. Aufgrund dieser Leistungen belegte er den vierten Platz im Ranking des WSOP Player of the Year. Mitte Juni 2017 gewann Obst die Razz Championship der World Series of Poker und sicherte sich damit sein erstes Bracelet sowie über 250.000 US-Dollar Siegprämie. Bei der WSOP 2018 erreichte er im Main Event den sechsten Turniertag und belegte den 46. Platz für mehr als 150.000 US-Dollar Preisgeld. Ende Juli 2018 gab der Australier über den Kurznachrichtendienst Twitter bekannt, seine Pokerkarriere aufzugeben. Sein Ziel sei es, als Tennisspieler bei den Wimbledon Championships anzutreten. Dennoch war er anschließend weiter bei Pokerturnieren zu sehen und kam bei der WSOP 2019 zehnmal in die Geldränge. Bei der mittlerweile im Horseshoe Las Vegas und Paris Las Vegas ausgespielten WSOP 2023 belegte Obst den mit über 410.000 US-Dollar dotierten vierten Rang der Poker Player’s Championship.
Insgesamt hat sich Obst mit Poker bei Live-Turnieren mehr als 3,5 Millionen US-Dollar erspielt.